# Ja još spavam u tvojoj majici
Ja još spavam u tvojoj majici šesti je studijski album Cece Ražnatović, tada Veličković. Izdala ga je izdavačka kuća Lucky Sound u lipnju 1996. godine.
Autori albuma su  Marina Tucaković i Aleksandar Radulović, poznat kao Futa.
Album je prodan u nakladi od 100 000 primjeraka.

## Popis pjesama
| Br. | Skladba                         | Trajanje |
| --- | ------------------------------- | -------- |
| 1.  | »Ja još spavam u tvojoj majici« | 3:41     |
| 2.  | »Devojko veštice«               | 3:14     |
| 3.  | »Vazduh koji dišem«             | 3:09     |
| 4.  | »Volela sam te...«              | 3:45     |
| 5.  | »Ne računaj na mene«            | 3:08     |
| 6.  | »Neću da budem k'o mašina«      | 3:10     |
| 7.  | »K'o nekad u osam«              | 3:20     |
| 8.  | »Kuda idu ostavljene devojke«   | 3:57     |

Pjesma »Ne računaj na mene« duet je s Mirom Škorić.
Na omotu CD-a pod rednim brojem devet stoji pjesma »Nema ništa novo«, koja se nije pojavila na albumu. Sljedeće godine izdana je s album Fatalna ljubav, pod nazivom »Zlato, srećan put«.

## Izdanja
| Regija         | Datum        | Izdavač     | Format(i)  |
| -------------- | ------------ | ----------- | ---------- |
| SR Jugoslavija | lipanj 1994. | Lucky Sound | CD, kaseta |

## Informacije o albumu
- Producent, aranžman, glazba: Aleksandar Radulović
- Tekst: Marina Tucaković
- Fotografije: Dejan Milićević

## Obrade
- 1. »Ja još spavam u tvojoj majici« – »Epimeno« (Christos Kyriazis
- 3. »Vazduh koji dišem« – »Vazduh koji dišem« (Slavica Tripunović Dajana)
- 4. »Volela sam te...« – »Tražio si sve« (Hanka Paldum)[2]

## Glazbeni spotovi
- 4. »Volela sam te«
- 5. »Ne računaj na mene«
- 6. »Neću da budem k'o mašina«
- 7. »K'o nekad u osam«